# Josef Fendt
Josef Fendt (ur. 6 października 1947 w Berchtesgaden) – niemiecki saneczkarz reprezentujący RFN, wicemistrz olimpijski i dwukrotny mistrz świata.

## Kariera
Pierwszy sukces w karierze osiągnął w styczniu 1970 roku, kiedy zdobył złoty medal w jedynkach podczas mistrzostw świata w Königssee. Wynik ten powtórzył na rozgrywanych cztery lata później mistrzostwach świata w tej samej miejscowości. W międzyczasie zdobył srebrny medal na mistrzostwach Europy w Königssee, przegrywając tylko z Hansem Rinnem. W 1976 roku wystartował na igrzyskach olimpijskich w Innsbrucku, zdobywając srebrny medal. W zawodach tych rozdzielił na podium dwóch reprezentantów NRD: Dettlefa Günthera i Hansa Rinna. Startował także na igrzyskach olimpijskich w Sapporo w 1972 roku, gdzie zajął szóste miejsce w jedynkach.
Od 1994 roku pełnił funkcję prezesa Międzynarodowej Federacji Saneczkarskiej (FIL).
W 2008 roku został odznaczony Krzyżem Zasługi na Wstędze Orderu Zasługi Republiki Federalnej Niemiec.
Jego siostra Andrea również była saneczkarką.

## Osiągnięcia

### Igrzyska olimpijskie
| Rok  | Miejsce   | Jedynki |
| ---- | --------- | ------- |
| 1972 | Sapporo   | 6.      |
| 1976 | Innsbruck | 2.      |